# Pałac w Kunowie (powiat zgorzelecki)

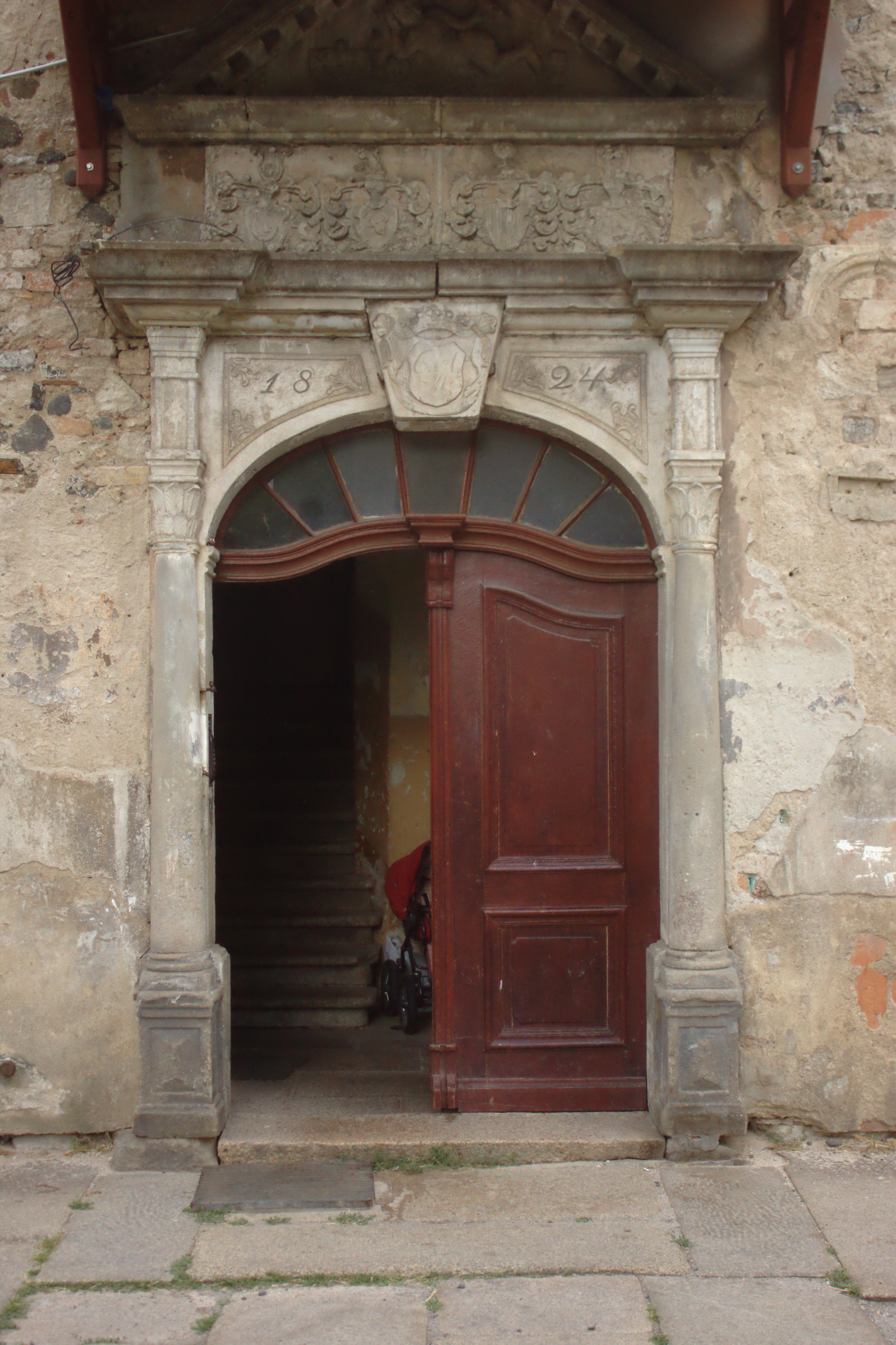
Portal z herbami

Pałac w Kunowie (niem. Schloss Kuhnau) – zabytkowy pałac wzniesiony około 1582, przebudowany w XVII, XIX i XX w. Po 1945 należał do PGR-u, obecnie pełni funkcje mieszkalne.

## Położenie
Pałac położony jest w Polsce, w województwie dolnośląskim, w powiecie zgorzeleckim, w gminie Zgorzelec, we wsi Kunów.

## Historia
Pałac w Kunowie został wzniesiony około 1582 roku jako renesansowy dwór. Obiekt ten został przebudowany w XVIII wieku, a następnie w 1824 roku. Po 1945 roku pałac należał do PGR-u, w 1957 roku przebudowano go przystosowującego obiekt do funkcji wielorodzinnego budynku mieszkalnego. Obecnie budynek nadal pełni funkcje mieszkalne.

## Architektura
Pałac to okazała budowla dwu- i trzykondygnacyjna, założona na planie prostokąta, ze skrzydłem bocznym, nakryta dachami czterospadowymi z powiekami. Główne wejście prowadzi przez pałacu portal z wyrzeźbioną leżącą postacią wspartą o czaszkę. Portal przyozdobiony jest fryzem z czterema herbami rodzin von: Warnsdorf, Rechenberg, Schaffgotsch, Hochberg. W sąsiedztwie pałacu znajduje się zespół budynków folwarcznych składający się z trzech oficyn, spichlerza oraz budynków gospodarczych, natomiast za pałacem pozostałości parku krajobrazowego.

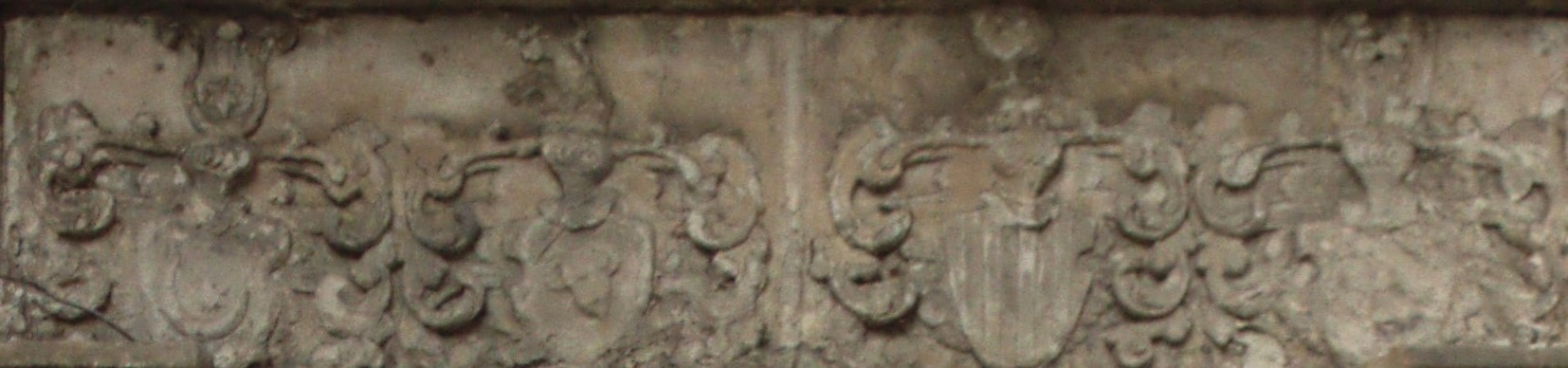
Od lewej herby: von Warnsdorf, von Rechenberg, dalej herby von Schaffgotsch, von Hochberg

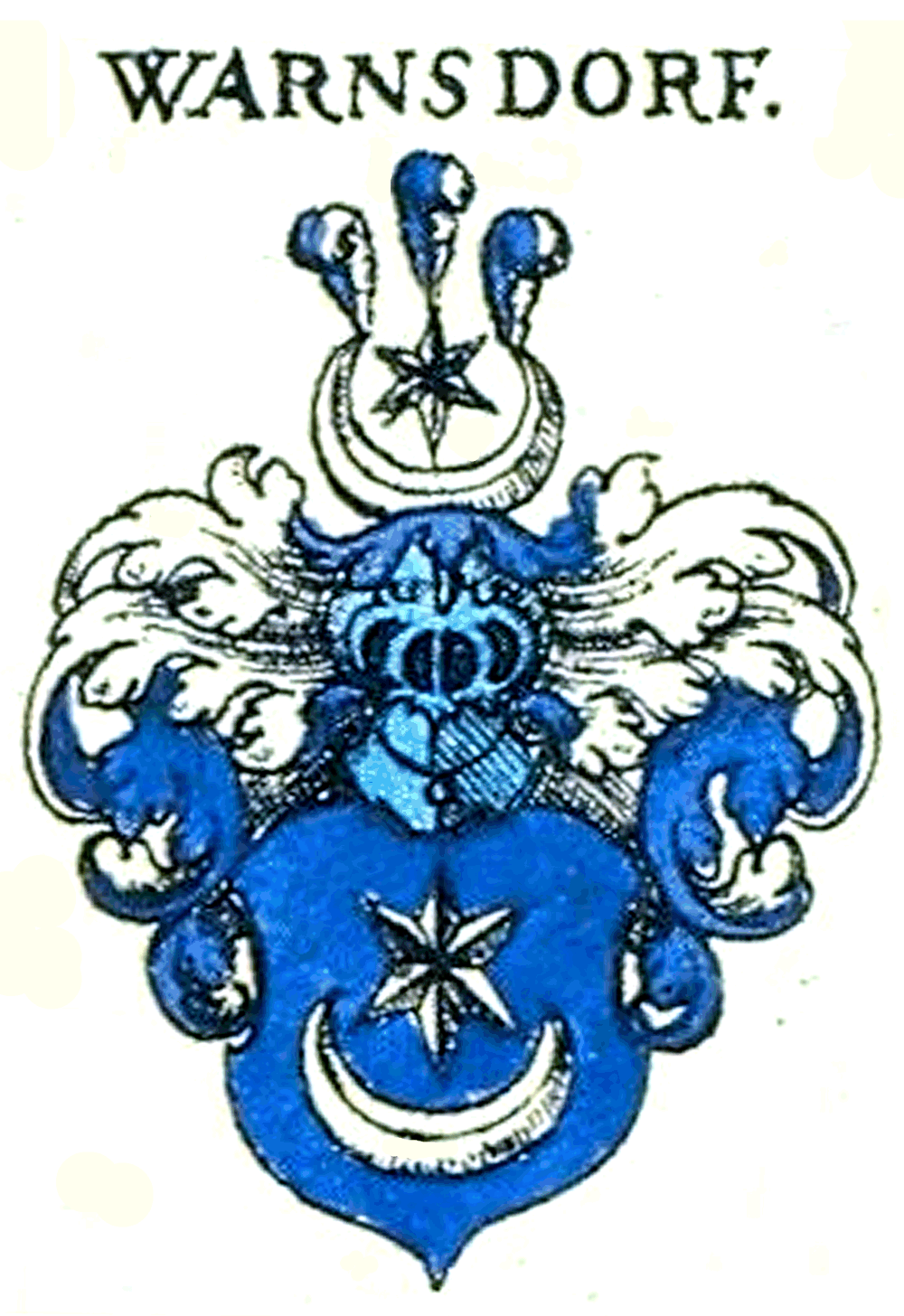
Warnsdorf
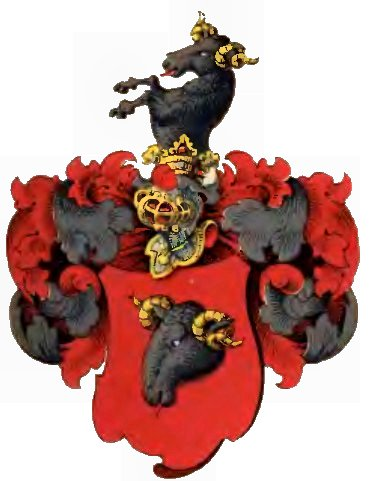
Rechenberg
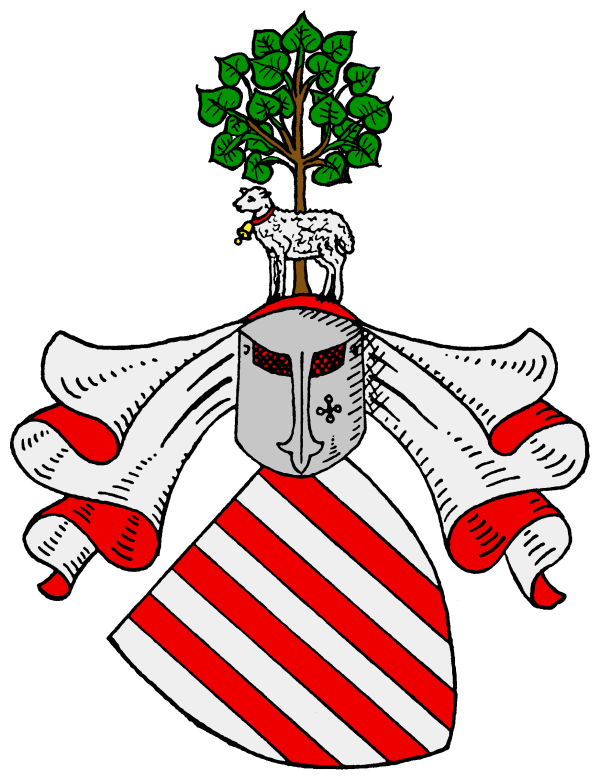
Schaffgotsch
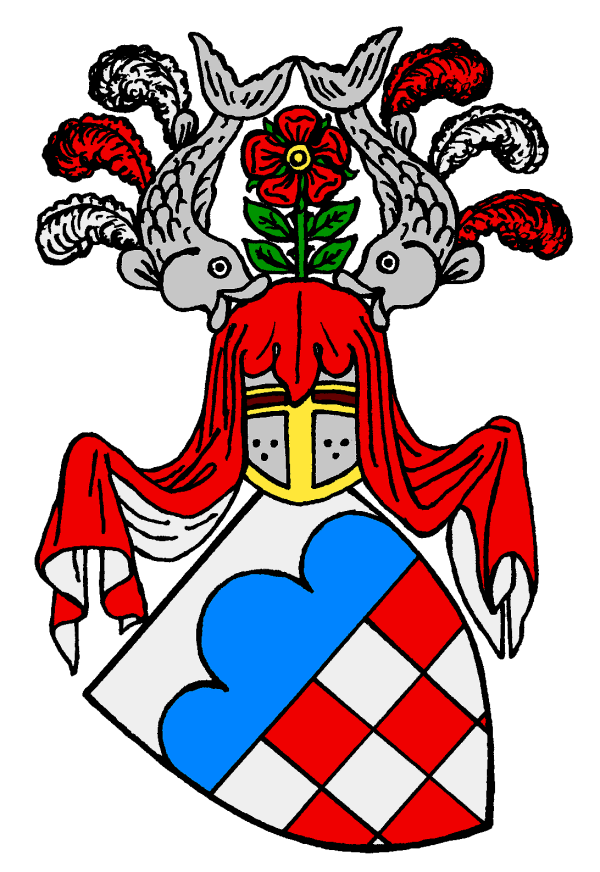
Hochberg